# 美幌新聞
美幌新聞（びほろしんぶん）は、北海道網走郡美幌町の株式会社美幌新聞社が発行する地方新聞。

## 概要
夕刊週3回（火曜、木曜、土曜）発行、タブロイド版で公称2500部。購読料は1カ月1500円。配達エリアは、美幌町、津別町、大空町女満別地域。また本紙配達エリアにフリーペーパー「みつめて」を約9000部発行している。
1948年創刊。まもなく休刊し1949年2月8日に再刊した。1998年4月、北見新聞の徳本章が買収して傘下に収め、面建てを2個面から4個面に拡充し、印刷も北見新聞社に移管した。しかし2001年11月に北見新聞が廃刊したため、美幌町内の企業経営者ら8人が出資して美幌新聞を買収し、同年12月に再創刊の形で復刊した。
題字には、横棒が一本多い「新」の本字（ / 𣂺）を使用している。

## 本社・支社
- 本社
  - 北海道網走郡美幌町東町1丁目